# Hans van Steenwinckel den yngre
 For alternative betydninger, se Hans van Steenwinckel. (Se også artikler, som begynder med Hans van Steenwinckel)
Hans van Steenwinckel den yngre (født 24. juni 1587, død 6. august 1639) var en dansk arkitekt, sten- og billedhugger samt entreprenør. Som søn af arkitekt og billedhuggeren Hans van Steenwinckel den ældre var det naturligt, at han valgte faderens levevej, hvor han sammen med broderen Lorenz studerede i Nederland, men lagde hele sit livsværk i Danmark.
I starten af sin karriere virkede Steenwinkel den yngre primært som billedhugger og har som sådan lavet værker til Kronborg og Frederiksborg Slot. Hans første større opgave som arkitekt var færdiggørelsen af Christian den 4.s kapel ved Roskilde Domkirke. Det var en opgave, som Lorenz havde påbegyndt i 1613 men ikke færdiggjort ved sin død i 1619. Ved Lorenz død overtog Hans van Steenwinckel den yngre også posten som generalbygmester og øverste tilsynsførende ved de kongelige bygninger. Bygningsstilen i hans værker var renæssance. Han nød den aktive kong Christian 4.'s tillid, så han fik glæde af og del i kongens mange ideer om Københavns udvikling.
Blandt hans værker kan nævnes (i flere tilfælde ikke hele bygningen):
- Børsen i København (som Lorenz akkurat havde påbegyndt)
- Restaureringen af ødelagte dele af Kronborg i Helsingør efter branden i 1629
- Karruselporten ved Frederiksborg Slot i Hillerød
- Rundetårn og Trinitatis Kirke i København
- Valdemars Slot på Tåsinge
- Nyboder i København
- Rosenborg Slot i København
- Smedstorp i Skåne
- Krudthuset i Wilhelms Bastion på Holmen i København
- Heliga Trefaldighets kyrka i Kristiansstad
- Ombygningen af Nikolaj Kirke i København

Han var far til arkitekten og billedhuggeren Hans van Steenwinckel den yngste og formodentlig til bygmesteren Oluf van Steenwinckel.